# دانشگاه ایالتی سونوما در کالیفرنیا
دانشگاه ایالتی سونوما در کالیفرنیا (به انگلیسی: Sonoma State University) یک دانشگاه عمومی است که در «رانرت پارک» کالیفرنیا و به فاصله یک ساعتی در شمال «سانفرانسیسکو» واقع شده است. دانشگاه یکی از کوچکترین مراکز آموزشی ایالتی کالیفرنیا محسوب می‌گردد. در این مرکز در ۶۵ رشته تحصیلی مدرک برای «لیسانس» و «فوق لیسانس» ارائه می‌شود.